# スプライト (漫画)
『スプライト』は、石川優吾による日本の漫画。『ビッグコミックスペリオール』（小学館）にて2009年第10号より2015年第9号まで連載された。

## あらすじ
富士見台学園高校に通う女子高生・時任好子（通称 スー）は、10年間ひきこもりを続けるおじさんの世話をしている。
ある日の学校帰り、スーは同級生の蘭丸霧子（キリコ）、平田美希（ミキ）と一緒におじさんの住む高層マンション最上階へ行った。その時、突然襲ってきた「黒い水」にマンションは飲み込まれてしまう。

### 物語の詳細
01 主人公のスー（時任好子）は突然、学校で黒い雪の様なものを見る。 それは彼女にしか見えなかった。 彼女は引きこもり叔父さんの面倒を見ている。 ある日、キリコとミキも同伴してそのマンションを訪れるが、そこへ黒い津波と巨大地震が襲いかかる。 ここから全く異質な非日常世界が始まる。 街中はすっかり黒い水が覆い、海に浮かぶ孤島の様に42階だけが人間が生存する空間になってしまった。黒い水はマンション住民に見えている。
屋上に上がるとそこには迷い子-ロストチルドレンがキャンプを張りサバイバル生活を送っていた。 そして子供らは何百年と生きている。突然、マンションが揺れ黒い水がひいていく。街に出てみると定礎2059年のビルが聳え立っている。ここは未来世界。
02 巨大なカマドウマのような生物“レギオン”が出現。 それがスー達を捕食しようと襲いかかってくる。 その時、ヤクザである対馬が助けに現れこれを撃退する。また敵対してくる2060年の人類=加齢症の集団も対馬らにより制圧されてしまう。 加齢症はこの時代ロシアを発端に世界に蔓延した病気。世界各地で暴動が発生し、人類は衰退の一途をたどっていったのである。
03 スーらはワゴン車で街郊外を視察し、樹木や野生動物が繁栄する様を目の当たりにする。スーが自宅に寄ると弟のトキオの思い出が甦る。トキオは時空を移動できることが物語で次第に判明していく。
対馬らは広大な農園を見つける。マンション住民は農園を訪れ物々交換を始めることになる。スーはカバに襲われ逃げまわるが、その時、時間の波が襲来する。 叔父さんが車で救出に現れるが、スーは逃げまわるのみ。すると路地に迷い込んだスーは突如として2008年の都会に入り込んでしまう。しかし叔父さんが現れ再び2060年に。
04 スーの携帯にクラスメイトの西村哲也から時間を超えてメールが届くことが判明する。
そして獣の皮を被った加齢症の集団との戦闘が展開する。
対馬はこの崩壊した社会で定礎2059年のビルをなぜ建てることが可能だったのか疑問を投げかける。 対馬はビルに入り、夥しい死骸を目にする。コウは「加齢症が蔓延すると高地の人は症状の進行が遅いことから高層ビルを建てるようになる。定礎2059年のこのビルもそうだ」と語る。
05 バベル産業により定礎2059年のビルの建設には加齢症児が駆り出され、ある者は狩りにある者は農作業に従事させられた。 次第に搾取されることに嫌気が差した加齢症児らは反乱を起こすことになったのである。
黒い津波が襲来する。その最中、加齢症の集団はマンション内に侵入。 黒い水の水位が上がっていく。スーらの前には動くはずのないエレベーターが到着。
06 エレベーターに乗るとやがて2008年の人々（半透明の姿）が次々に乗り込んでくる。 マンション内部にレギオンが侵入してきて戦いが繰り広げられる。 黒い水が引くと周囲は草原。時は戦国時代。武田勝頼の軍勢がマンションを囲んでいた。
07 武田の配下の真田昌幸はマンションに侵入し、レギオンと対馬の戦いを目撃する。 遂に武田軍の総攻撃が開始される。マンション住民との戦いが繰り広げられる中、対馬は武田に先んじてマンション周囲の草原を焼き払う。さらにレギオンが侵入しているマンションの階でロケット弾を打ち込み、一匹のレギオンを外に追い放つ。
08 放たれたレギオンに槍、銃弾が打ち込まれ勝頼の目の前で力果ててしまう。 狂乱した勝頼はレギオンの体に刀を突き刺すと、中からレギオンの子が溢れだしてくる。 真田の兵が親レギオンに砲撃を加え漸く仕留めることに成功。武田軍は撤退し、真田軍のみが残ることになる。 この時、竜水村の迷い子が1人をマンションに迷い込む。 迷い子の正体は真田昌幸の嫡子、真田幸村（幼名は源次郎）であった。一方、ロスト・チルドレンの1人孫兵衛は彼の出身村である竜水村を目指して単独行動をとる。
09 真田の攻囲を突破して竜水村に到達した一行は孫兵衛の救出に成功する。 戦に備えマンションの見取り図を見る住民たち。この図面には対馬の広い部屋（武器庫）がないことになっている。また、搬入口も非常口も埋められていた。相川は「このマンションは戦を想定して建てられたもの」と考える。なお対馬は過去の記憶が失われていることが判明する。 真田幸村は武田の人質時代に時間の波に襲われている。この時上空に出現したトキオに救われ未来の東京に時間旅行したことがあった。彼は昭和の時代を子どもとして生活し再び戦国時代へと戻されたのであった。
10 開戦。真田軍は草原に火を放ちマンションを煙攻めにする。 戦いの最中、対馬の記憶が甦っていく。対馬はかつてホームレスで黒眼鏡の一団に連れられて日本一高い霞ヶ関ビル最上階の武器庫の番人にされたことを。やがて対馬は黒い水が見えるようになる。そして今度はやはり日本一高いサンシャインビルの最上階に移される。テレビ画面を通して対馬は武器の扱いを学習させられる。 テレビ画面には何とマンションを攻撃する真田軍の様子が映し出されている。テレビの上には天使の姿のスーが浮かんでいた。 武田の兵も攻撃に加わり駐車場に侵入するがガソリンで焼かれてしまう。 真田昌幸とその兵らは死霊の姿となってマンションへ突入するのであった。
11
真田の騎馬隊がマンション内に侵入しエスカレータを駆け登る。対馬らはこれに猛射撃を浴びせ、凄まじい殺戮戦が繰り広げられる。力と学は相撃ちして果ててしまう。
対馬は初めて自らの過去をスーらに話す。30歳から39年間、監禁生活を送ってきたことを。
対馬を監禁したのは黒眼鏡の一団。その親玉である老人から「ワシはお前じゃよ」と告げられる。老人を導いた者はトキオであった。トキオが時間軸を同じくしたため二人の対馬が存在しているのだ。
対馬はスーに「トキオが旅していた理由は分からない。スーの手を汚さずが2008年に帰らせることがオレの使命だ」と語る。
次いで老人の対馬はトキオとの出会いを語る。トキオは対馬に時間の概念や彼の経歴について語り、時空を超えて彼の幾つもの臨終の様子を見せたのであった。

## 登場人物
スー / 時任好子（ときとう よしこ）
本作品の主人公。富士見台学園高校に通う17歳の高校2年生。2008年12月10日、叔父のマンションを訪れた時に「時間の津波」に襲われる。10年前に起きた「時間の津波」で弟のトキオが行方不明になっている。
彼女は物語の中でしばしば天使の姿で象徴的に出現するが、その意味するところは不明である。弟のトキオ同様に彼女もまた謎を秘めている。
キリコ / 蘭丸霧子（らんまる きりこ）
スーと同じ高校に通うスーの親友。17歳の高校2年生。勝気でキレやすい。スーと共に「時間の津波」に巻き込まれる。両親と弟の4人家族。実家は県内有数の実業家で名士の家系。弟の和博は加齢症に感染し発症した。
ミキ / 平田美希（ひらた みき）
スーの同級生であり親友。16歳、高校2年生。「時間の津波」が襲って来た時にスーと共にいた。
田中正午（たなか しょうご）
富士見台タワーマンション最上階に住むスーの叔父。40代。甥のトキオが「時間の津波」に連れ去られた日から、「時間」が見えるようになり、その恐怖で10年間引き籠もっていた。一日中オンラインゲームなどをして暮らしながら、「時間」の研究を続けている。アルベルトという名の愛犬を飼っている。
トキオ
スーの弟。時空を超えて移動する能力がある。多くの謎に包まれている。

### 富士見台タワーマンション42階の住人
対馬（つしま）
4205号室に住む広域暴力団に指定されている集英組の構成員。組でも頭脳派と呼ばれている。出入りに備えて組から銃火器の管理を任されていた。ドラッグ中毒。
相川（あいかわ）
4204号室の住人で、妻の安子と2人で暮らしていた。阪神・淡路大震災の被災者であり、震災でまだ乳幼児だった娘の紗英を亡くしている。
力・学（りき・がく）
4207号室に住む利己的な双子の兄弟。なにかと物資を独占しようとする。

### ロストチルドレン
正午が住むマンションの屋上に住んでいた謎の子供たち。「時間」から逃げている。
真吾（しんご）
子供たちのリーダー格。自分を捨てた母親を探している。
孫兵衛（まごべえ）
子供たちの中の最年長で推定年齢258歳。1970年にトキオと遭遇している。
節子（せつこ）
防災頭巾を被った少女。東京大空襲で弟を焼夷弾で失い、「時間」が見えるようになる。1933年9月4日東京杉並生まれ。
冬子（ふゆこ）
思慮深く用心深い物静かな少女。

### “2060年”の人類
コウ
スーたちが最初に遭遇したグループのリーダー格。
ショー
レギオンに捕まっていたところをスーたちに助けられた少年。

### 戦国時代の武将
真田昌幸（さなだ　まさゆき）
武田勝頼に与する武将。沈着冷静な人物だが次第に狂気が宿るようになり熾烈な殺戮戦をマンション住民に対し仕掛けることになる。
真田幸村（さなだ　ゆきむら）
幼名は源次郎。トキオに連れられ未来世界を旅したことで日本のあるべき姿について思いを巡らすようになる。

## 用語
富士見台タワーマンション
ショッピングモールが併設された高層42階建ての高級分譲マンション。最新の免震構造で建てられており、緊急時のための自家発電装置も備えられている。また屋上にはヘリポートがある。上階からは富士山が一望できる。
加齢症
ロシア南西部ヤロスラブリで発生した未知の感染症。発症後急激に老化が始まり、長くは生きられなくなる。のちにヨーロッパ各地で瞬く間に流行し、2025年には日本国内でも感染症患者が確認された。当初、ロシア軍によるウイルス兵器の存在が疑われたが、ロシア政府は関係を公に否定した。2060年現在、治療法は確立されていない。
レギオン
2060年の世界に生息する巨大な昆虫のような生物。人間を捕獲し巣まで持ち帰る習性がある。
黒い水／時間の津波
叔父さん（田中正午）による説明「この“黒い水”は“時間”である。本来地球の生物は死なないものだが、そうなると地球上は生物であふれかえってしまう。そこで地球は自ら回転し“時間“というシステムを生み出したのだ。」

## 単行本
- 第1集：2010年3月4日初版発行（2010年2月27日発売）、ISBN 9784091830579（4091830579）
- 第2集：2010年3月4日初版発行（2010年2月27日発売）、ISBN 9784091830586（4091830587）
- 第3集：2010年7月5日初版発行（2010年6月30日発売）、ISBN 9784091832092（4091832091）
- 第4集：2010年11月3日初版発行（2010年10月29日発売）、ISBN 9784091835086（4091835082）
- 第5集：2011年4月4日初版発行（2011年3月30日発売）、ISBN 9784091837196（4091837190）
- 第6集：2011年11月2日初版発行（2011年10月28日発売）、ISBN 9784091841285（4091841287）
- 第7集：2011年12月5日初版発行（2011年11月30日発売）、ISBN 9784091841797（4091841791）
- 第8集：2012年5月2日初版発行（2012年4月27日発売）、ISBN 9784091844484（4091844480）
- 第9集：2012年10月3日初版発行（2012年9月28日発売）、ISBN 9784091846709（409184670X）
- 第10集：2013年4月3日初版発行（2013年3月29日発売）、ISBN 9784091851338（4091851339）
- 第11集：2013年8月4日初版発行（2013年7月30日発売）、ISBN  9784091853783（4091853781）
- 第12集：2014年2月4日初版発行（2014年1月30日発売）、ISBN 9784091858542（4091858546）
- 第13集：2014年8月4日初版発行（2014年7月30日発売）、ISBN 9784091863454（4091863450）
- 第14集：2014年12月31日初版発行（2014年12月26日発売）、ISBN 9784091866974（4091866972）